# Antonio Saverio De Luca
Pour les articles homonymes, voir De Luca.
Antonio Saverio De Luca (né le 28 octobre 1805 à Bronte dans la province de Catane, en Sicile et mort le 28 décembre 1883 à Rome) est un cardinal italien du XIXe siècle.

## Biographie
Antonio Saverio De Luca exerce diverses fonctions au sein de la Curie romaine, notamment à la Sacrée congrégation pour la propagation de la foi (Propaganda Fide). Il est nommé évêque d'Aversa en 1845 et consacré le 8 décembre par Giacomo Filippo Fransoni avec comme co-consécrateurs Giovanni Brunelli et Giovanni Battista Rosani (de), puis promu archevêque titulaire de Tarse en 1853. Il est envoyé comme nonce apostolique au royaume de Bavière en 1853 et en Autriche (en) en 1855. Il consacre évêque de Munich Mgr Gregor von Scherr en 1856. 
Le pape Pie IX le crée cardinal lors du consistoire du 16 mars 1863.
En 1863, il est nommé préfet de la Congrégation de l'Index. Il participe au Concile de Vatican I en 1869-1870.
Le cardinal De Luca est encore préfet de la Congrégation des études à partir de 1878 et camerlingue en 1873-1874. Il participe au conclave de 1878, durant lequel Léon XIII est élu pape.

## Succession apostolique
Antonio Saverio De Luca a ordonné les évêques suivants :
- Archevêque Gregor Leonhard Andreas von Scherr, O.S.B. (1856)
- Cardinal Giuseppe Benedetto Dusmet, O.S.B. (1867)
- Archevêque Giovanni Cirino (1869)
- Archevêque Nicola Contieri (it), O.S.B.I. (1876)
- Évêque Antonio Innocente Giuseppe Fosco (hr) (1876)
- Archevêque Domenico Gaspare Lancia di Brolo (it), O.S.B. (1878)
- Archevêque Pietro Facciotti (1879)
- Archevêque Giuseppe Macchi (1880)